# Hakhum
Hakhum är ett vattendrag i Azerbajdzjan. Det ligger i den västra delen av landet, 400 km väster om huvudstaden Baku.
Trakten runt Hakhum består till största delen av jordbruksmark. Runt Hakhum är det ganska tätbefolkat, med 72 invånare per kvadratkilometer.